# 阿尔科斯
阿尔科斯，是西班牙卡斯蒂利亚-莱昂布尔戈斯省的一个市镇。总面积31平方公里，总人口341人（2001年），人口密度11人/平方公里。